# Nischwitz (Jonaswalde)
Nischwitz ist ein Ortsteil der Gemeinde Jonaswalde im Landkreis Altenburger Land in Thüringen.

## Lage
Nischwitz befindet sich südlich der Bundesautobahn 4 in der Nähe von Crimmitschau im auslaufenden überlössten Hügelland um Schmölln. Die Kreisstraße 504 verbindet den Ortsteil verkehrsmäßig.

## Geschichte
Zwischen 1181 und 1214 wurde das Dorf erstmals urkundlich genannt. Am 1. April 1974 wurde das Dorf in Jonaswalde eingemeindet. 2012 lebten im Ortsteil 185 Personen.

## Sehenswürdigkeiten
- Dorfkirche Nischwitz